# Villa Liebhard

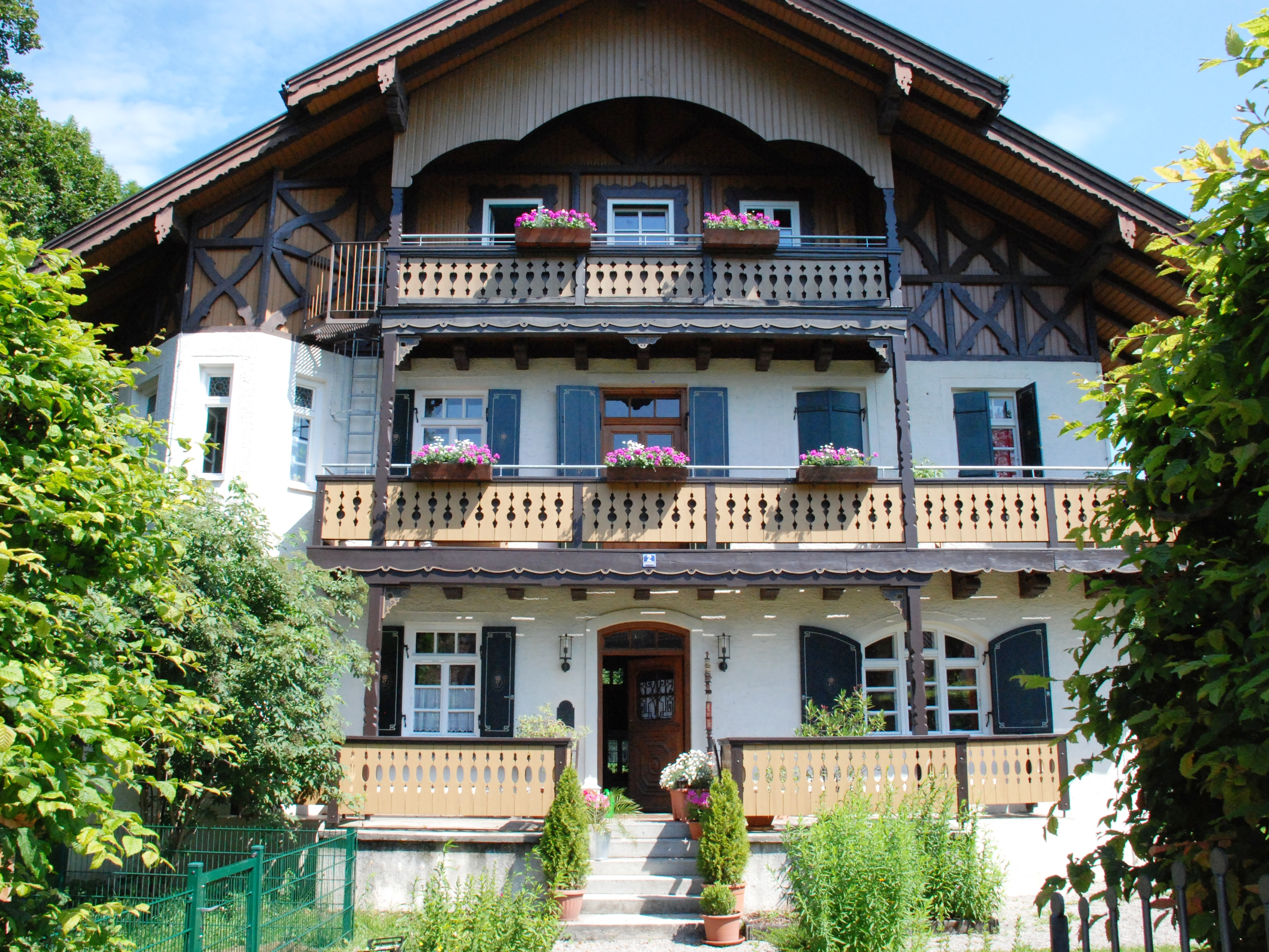
Villa Liebhard in Aying

Die Villa Liebhard in Aying, einer oberbayerischen Gemeinde im Landkreis München, wurde 1908/09 errichtet. Die Villa an der Bahnhofstraße 2 ist ein geschütztes Baudenkmal.
Das ehemalige Wohnhaus, das heute als Kinderheim genutzt wird, wurde in den Formen des Heimatstils von Joseph Leserer erbaut. Der zweigeschossige Satteldachbau mit polygonalem Eckerker und Zwerchhaus-Risalit besitzt Balkon- und Giebellauben.
Laut Denkmalliste ist auch die historische Ausstattung der Villa geschützt.